# Avenue Jean-Rondeaux
L'avenue Jean-Rondeaux est une voie publique de la commune de Rouen.

## Situation et accès
L'avenue Jean-Rondeaux est située à Rouen.
Elle délimite à l'Est la ZAC Flaubert.
Rues adjacentes
- rue Brisout-de-Barneville : noter le bâtiment industriel au no 1[1]

Une station de vélos en libre-service Lovélo y est présente.

## Origine du nom
Elle porte le nom de Jean-Baptiste Rondeaux (1775-1864), négociant, député, promoteur des travaux d'endiguement de la Basse Seine.